# Peroxidisulfato de sodio
El peroxidisulfato de sodio, también conocido como persulfato de sodio es un compuesto inorgánico de fórmula Na2S2O8 . Es la sal sódica del ácido peroxidisulfúrico, H2S2O8 y  actúa como agente oxidante. En estado sólido es de color blanco y fácilmente soluble en agua, formando disoluciones incoloras. Es muy poco higroscópico y algunas de sus formas de presentación, como la sal pentahidratada, Na2S2O8·5H2O, se utiliza para la preparación de disoluciones valorantes en algunas determinaciones volumétricas basadas en reacciones de oxidación-reducción. 

## Producción
La sal se prepara mediante la oxidación electrolítica del sulfato ácido de sodio :
{\displaystyle {\ce {2 NaHSO4 -> Na2S2O8 + H2}}}
La oxidación se lleva a cabo en un ánodo de platino, siendo esta la principal forma de obtención a escala industrial. En el año 2005 se produjeron alrededor de 165.000 toneladas. 
El potencial estándar de reducción del persulfato de sodio en sulfato de hidrógeno es 2,1. V, que es más alto que la del peróxido de hidrógeno (1,8 V) pero inferior al ozono (2,2 V).  

## Estructura
La estructura cristalina del peroxidisulfato de sodio es muy similar a la correspondiente sal de potasio, según la cristalografía de rayos X. En la sal de sodio, la distancia O-O es 1,476 Å. Los grupos sulfato son tetraédricos, con tres distancias S=O cortas cerca de 1,44 y un enlace S-O largo en 1,64. Å. 

## Aplicaciones
Se utiliza principalmente como iniciador por formación de radicales en las reacciones de polimerización a base de estireno, como el acrilonitrilo butadieno estireno .  También se aplica para el curado rápido de adhesivos con bajo contenido de formaldehído.

### Otros usos
Se utiliza como blanqueante, tanto de forma independiente (sobre todo en cosméticos para el cabello) como componente en la formulación de detergentes . Es un sustituto del persulfato de amonio en mezclas de grabado para zinc y placas de circuitos impresos, y se utiliza para el decapado de cobre y algunos otros metales.
También se utiliza como acondicionador de suelos y para la remediación de suelos y aguas subterráneas   y en la fabricación de colorantes, modificación de almidón, activador de blanqueo, agente desencolador, etc.

### Química orgánica
El persulfato de sodio es un agente oxidante frecuentemente utilizado en química, clásicamente en las reacciones de oxidación del persulfato de Elbs y de oxidación de Boyland-Sims. También se utiliza en reacciones radicales; por ejemplo, en una síntesis de diapocinina a partir de apocinina donde el sulfato de hierro(II) es el iniciador radical. 

## Seguridad
La sal es un oxidante y forma mezclas combustibles con materiales orgánicos como el papel.